# La Hija de Dios

Arquitectura popular

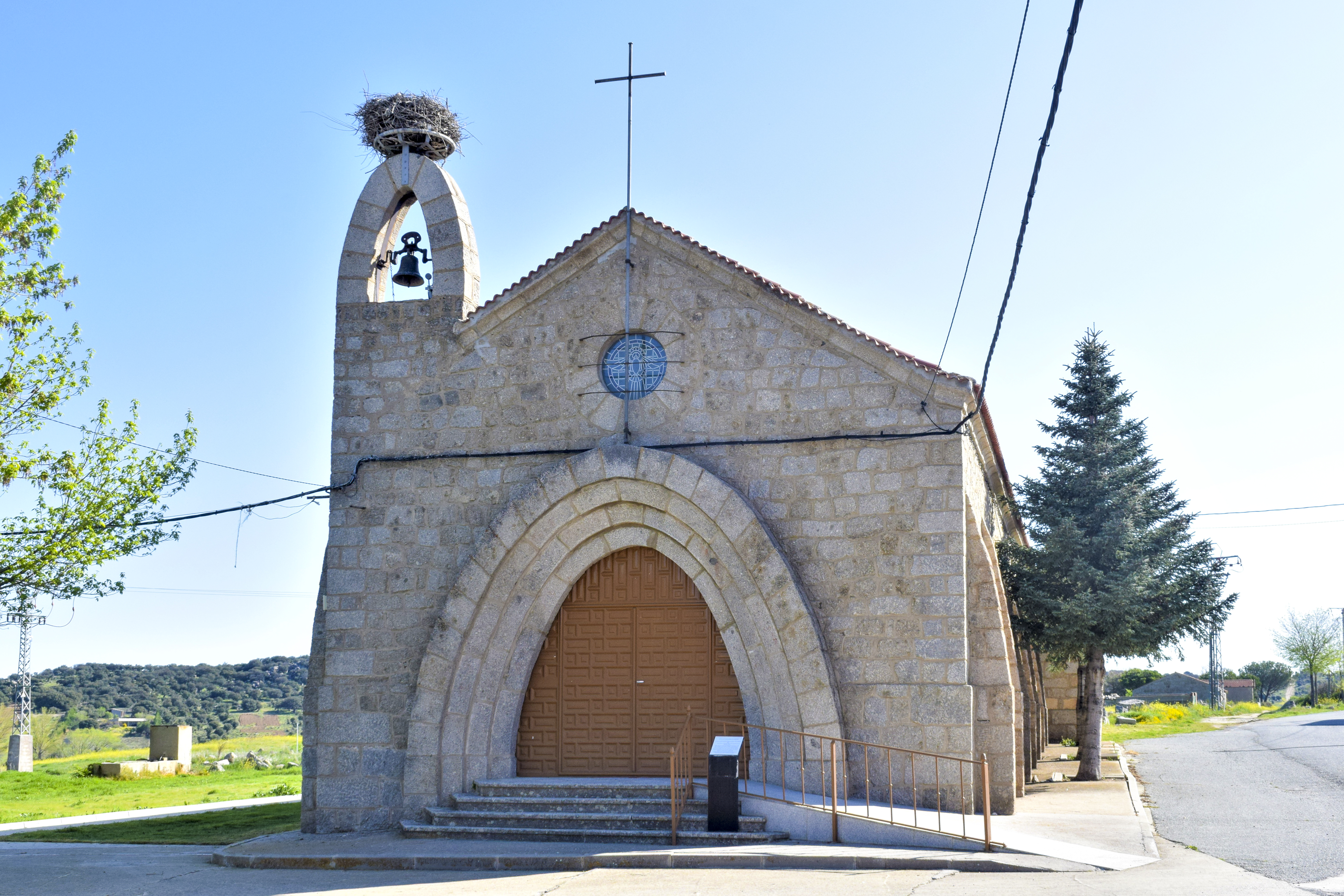
Iglesia Nuestra Señora de la Asunción

La Hija de Dios es un municipio y localidad española de la provincia de Ávila, en la comunidad autónoma de Castilla y León. El término municipal tiene una población de 75 habitantes (INE 2024).

## Geografía

### Ubicación
Integrado en la comarca del Valle de Amblés, se sitúa a 30 km de la capital provincial. El término municipal está atravesado por la carretera N-502 entre los pK 26 y 28. El relieve del municipio, aunque influido por el valle de Amblés por el norte, cuenta con algunos riscos aislados como El Cogote (1489 m) y Risco del Cuervo (1613 m). El río de los Arroyuelos hace de límite por el este con Solosancho. La altitud oscila entre los 1750 metros al sur, cerca de la sierra de la Paramera, y los 1160 m al norte, a orillas del arroyo de la Hija, en pleno valle de Amblés. El pueblo se alza a 1182 m sobre el nivel del mar
| Noroeste: Narros del Puerto           | Norte: La Torre | Noreste: Solosancho           |
| Oeste: Narros del Puerto y Mengamuñoz |                 | Este: Solosancho              |
| Suroeste: Sotalbo                     | Sur: Sotalbo    | Sureste: Solosancho y Sotalbo |

Camilo José Cela en su libro Judíos, Moros y Cristianos pasa por la Hija de Dios:

A orillas del Adaja y saltando tapias, el vagabundo a eso de la media tarde, llega a la Hija de Dios, lugar que se recuesta en los montes de Majaflores. Este Dios no es Dios Padre Todopoderoso, que gobierna el mundo desde su trono celestial, sino un ventero, Juan de Dios, que murió viudo y dejando en este valle de lagrimas a una hija moza que hubo de gobernar - a la fuerza ahorcan- la venta y su clientela de arrieros, trajinantes y truchimanes de todo pelaje....

### Clima
El clima que predomina en La Hija de Dios es mediterráneo-continentalizado, lo cual se traduce en temperaturas extremas. Los inviernos son fríos, con una media de cien días al año de heladas y unos veinte días al año con nieve. Los veranos por el contrario son calurosos pudiéndose superar los 35 °C; sin embargo, debido a la altitud, la temperatura durante la noche no suele superar los 20 °C. Las precipitaciones son de carácter medio bajo (alrededor de 400 mm al año).

### Vegetación
La vegetación que se encuentra en el municipio es variada: encinas en la dehesa, bosque de ribera a lo largo del río, río de La Hija, con chopos, sauces, vergueras, olmos y fresnos y vegetación de alta montaña en las partes más elevadas.

## Historia
Hacia mediados del siglo XIX, el lugar pertenecía al ayuntamiento de Belmonte. La localidad aparece descrita en el noveno volumen del Diccionario geográfico-estadístico-histórico de España y sus posesiones de Ultramar de Pascual Madoz de la siguiente manera:

HIJA DE DIOS (la): barr. de la prov., part. jud. y dióc. de Avila; térm. jurisd. y uno de los que componen el l. de Belmonte en cuyo pueblo estan incluidas las circunstancias de la localidad, pobl. y riqueza (V.)
(Madoz, 1847, p. 201)

## Demografía
La Hija de Dios cuenta con una población de 75 habitantes (INE 2024).
| Gráfica de evolución demográfica de La Hija de Dios entre 1842 y 2021 |
| |
| Población de derecho según los censos de población del INE. Población de hecho según los censos de población del INE.En este censo se denominaba Belmonte y La Hija: 1842. En este censo se denominaba La Hija: 1857. |

## Cultura

### Fiestas
Las fiestas del municipio están dedicadas a San Miguel y se celebran los días 28 y 29 de septiembre.

### Rodaje de Conan el Bárbaro

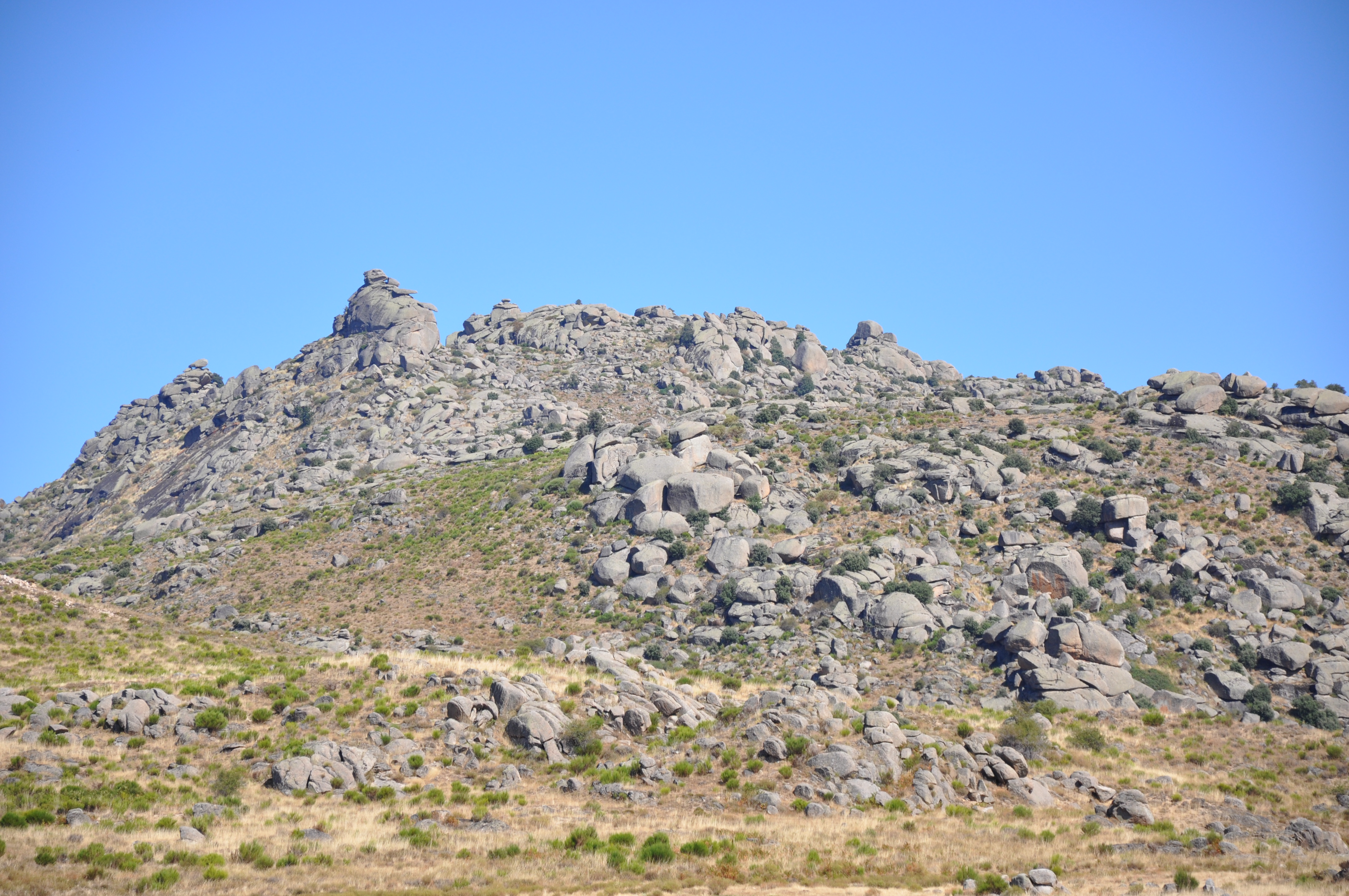
Escenarios donde se rodaron las primeras escenas de Conan el Bárbaro entre Robledillo y La Hija De Dios

En el camino de las Aleguillas que va de Robledillo, al río de la Hija en 1981 se rodaron unas escenas al principio de la película Conan el Bárbaro. Cuentan que la sangre falsa que trajeron los especialistas desde Hollywood se congelaba en los fríos días de rodaje en Ávila y Segovia. Para rebajar su punto de congelación, la empezaron a mezclar con vodka para que quedara bien en cámara. Los extras que fallecían en la batalla, una vez quedaban tirados en el suelo, aprovechaban para beberse lo que debía ser, literalmente, su sangre. Curiosamente el rodaje de la película en la provincia de Ávila y en la de Segovia coincidió con el golpe de Estado del 23-F y la Guardia Civil interrumpió y paralizó la producción, la cinta salió adelante filmándose en su totalidad en España. Los agentes de la benemérita estuvieron en Valsaín un puñado de horas hasta que comprobaron que todo estaba en orden. Cuando la situación en Madrid comenzó a relajarse, los técnicos del filme retomaron su trabajo sin más percances.

### Observatorio astronómico
Por su situación geográfica (1200 m de altitud) y la excelente calidad del cielo, gracias a la ausencia de contaminación y a la escasa perturbación del alumbrado público, La Hija de Dios fue elegida sede del Centro Astronómico de Ávila. Esta actividad comenzó hace ahora diez años cuando se buscaban supernovas y otros objetos lejanos. Actualmente la actividad astronómica se reserva al estudio de galaxias y cuásares.

## Patrimonio

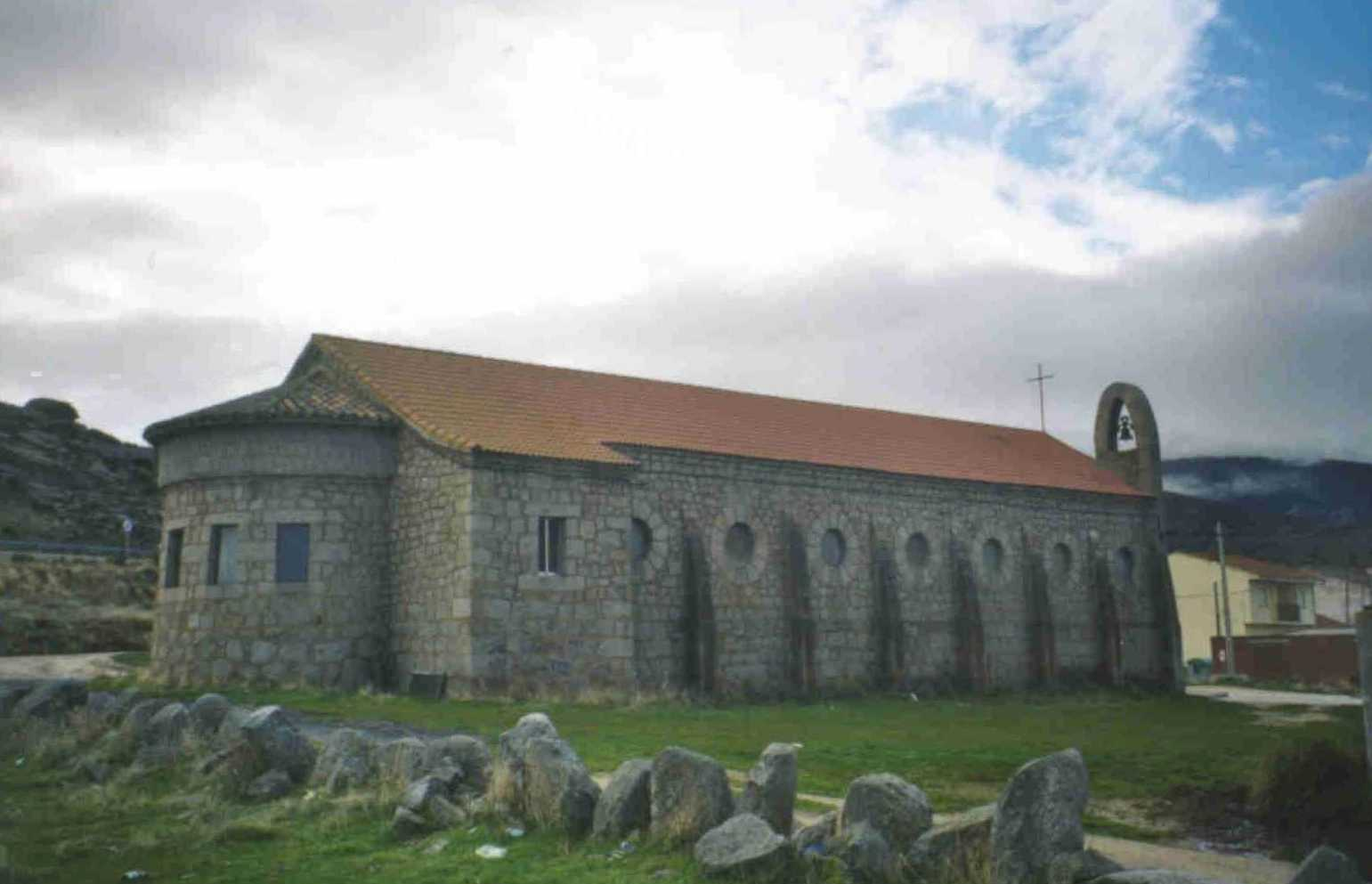
Iglesia de La Hija de Dios

En la localidad hay una iglesia.